# Hafid Salhi
Hafid Salhi (4 januari 1993) is een voormalig Nederlands-Marokkaans profvoetballer die als middenvelder speelde.
Salhi kwam doorliep de jeugdopleiding bij RKC Waalwijk, deels gezamenlijk met Willem II. In 2013 zat hij tweemaal op de bank bij RKC. Begin 2014 ging Salhi naar FC Lahti in Finland. Daar speelde hij tot het einde van het kalenderjaar 23 keer in de Veikkausliiga. In februari 2015 keerde hij terug bij RKC Waalwijk. Bij RKC speelde hij 11 wedstrijden. Hierna kwam zijn profloopbaan ten einde en in het seizoen 2016/17 ging hij als amateur voor RKVV DESO spelen.